# Franz von Lenbach
Franz von Lenbach (n. 13 decembrie 1836, Schrobenhausen - d. 6 mai 1904, München) a fost un pictor german care a aparținut mișcării realismului în artă.

## Biografie

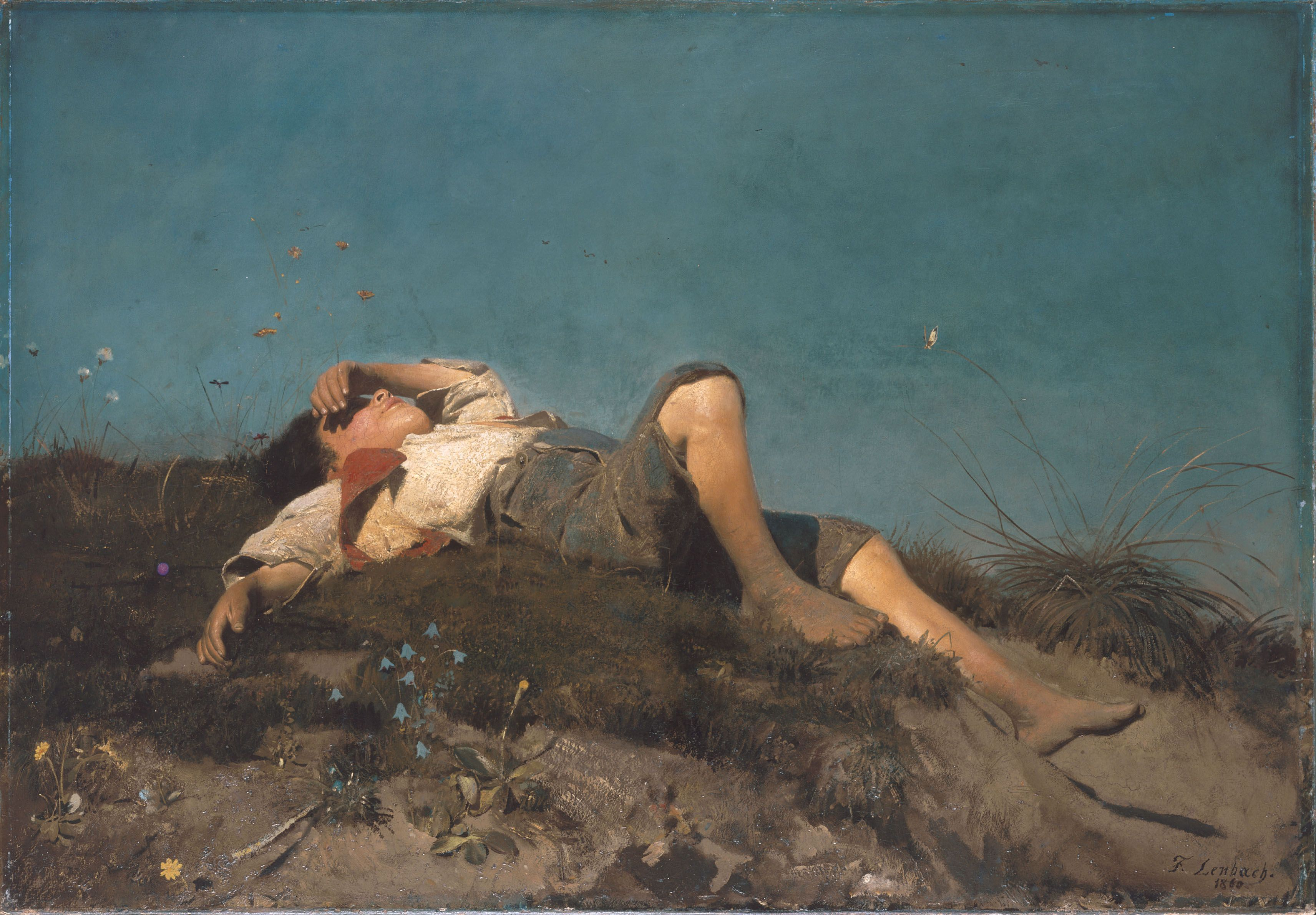
Hirtenknabe, 1860.

Franz von Lenbach s-a născut în localitatea bavareză Schrobenhausen în data de 13 decembrie 1836. Tatăl său a fost de meserie zidar și a dorit pentru fiul său o carieră în domeniul construcțiilor. Franz a urmat cursurile gimnaziale în localitatea Landsberg și ulterior pe cele ala Politehnicii din Augsburg. La Augsburg a luat contact cu opera lui Johann Baptist Hofner care a făcut picturi cu animale, Lenbach a început să facă studii și mai multe încercări pentru aprofundarea picturii. La sfaturile tatălui său, Lenbach a renunțat pentru o perioadă de a merge pe calea artei. Mai târziu, după ce a vizitat galeriile din Augsburg și München, el a obținut permisiunea familiei ca să lucreze un timp în atelierul pictorului Albert Gräfle. După aceea, Lenbach și-a petrecut o perioadă cu executare de copii după mari maeștrii ai picturii.
În anul 1858, Lenbach devenit elev al lui Karl von Piloty s-a stabilit în Italia. Din anii care au urmat, au rămas lucrările Un țăran caută adăpost de vreme rea, Păstorul de capre (1860, în Galeria Schack, München) și Arcul lui Titus (în colecția Palfy, Budapesta). Întorcându-se la München, Lenbach a fost chemat la Weimar pentru a fi nominalizat ca profesor al Academiei de Arte Frumoase de la München. După puțin timp după ce a preluat funcția de profesor la academie, l-a cunoscut pe contele Adolf Friedrich von Schack care i-a făcut o serie de comenzi de copii pentru colecțía pe care acesta o dețínea. Ca urmare Lenbach s-a întors în Italia unde a făcut copii după multe opere celebre. În acest timp a lucrat împreună cu Ernst Friedrich von Liphart, fiul unui nobil german de origine blatică. S-a stabilit în anul 1867 în Spania împreună cu Liphart, unde au făcut copii după Velázquez în Prado, dar și o serie de peisaje din Granada și Alhambra (1868). Toate aceste deplasări au fost sponsorizate de către Adolf Friedrich von Schack.
În anul 1867, Lenbach a expus mai multe portrete la marea expoziție de la Paris. Unul dintre ele a primit medalia de bronz. În anul 1882, Franz von Lenbach a fost înnobilat și de atunci este cunoscut ca von Lenbach. Din acel moment, Lenbach a avut numeroase expoziții la Munchen și Viena. La marea expoziție de la Paris din anul 1900 a primit Marele Premiu pentru Pictură. 
Franz Lenbach a murit în anul 1904. El a pictat multe dintre cele mai remarcabile personaje ale timpului său. Cele mai multe dintre lucrările lui Franz von Lenbach se află astăzi în colecțiile naționale ale Regatului Unit, unele se regăsesc în Muzeul de Artă Frye din Seatle și în Washington. Lucrările Bismarck și Gladstone se află astăzi în Galeriile Naționale ale Scoției.

## Galerie imagini

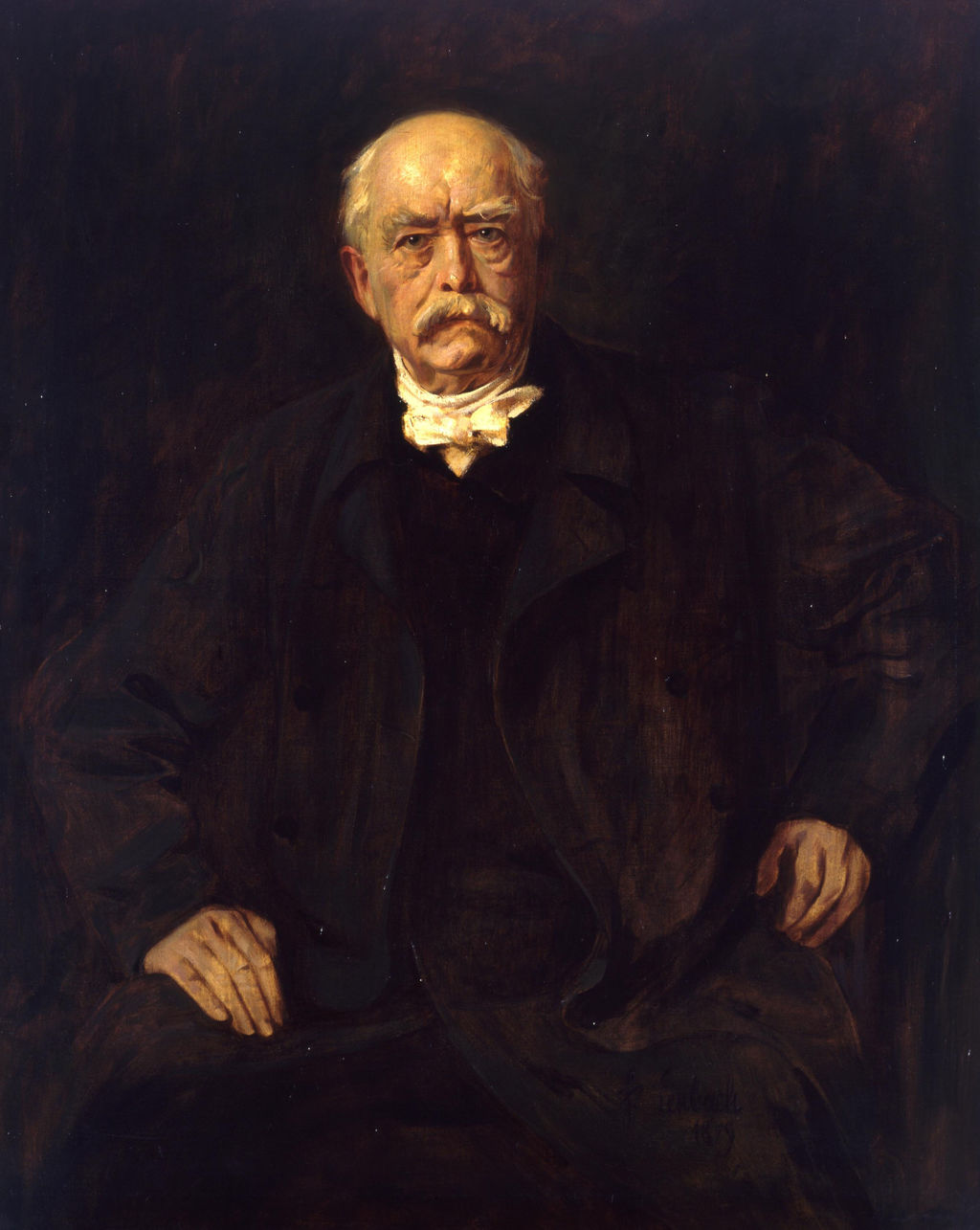
Reichskanzler Otto von Bismarck, 1879
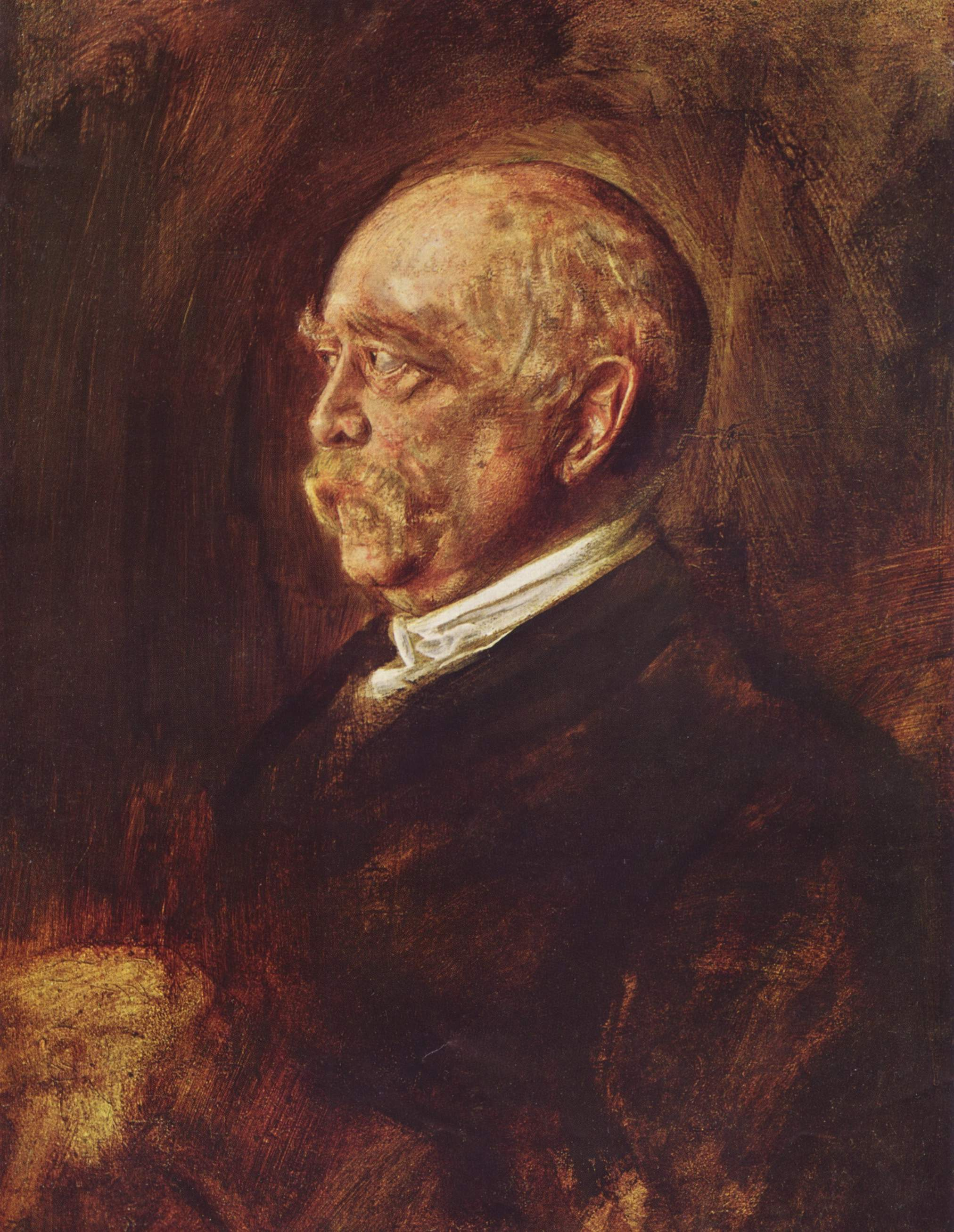
Otto Fürst von Bismarck, 1889
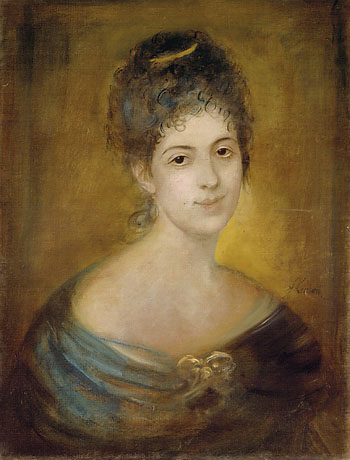
Marie Gräfin Dönhoff
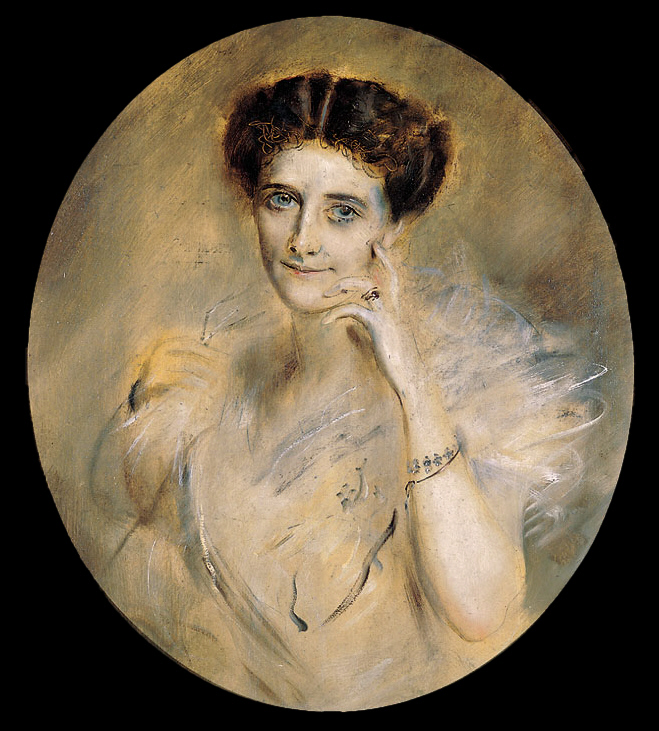
Domnișoara Curzon
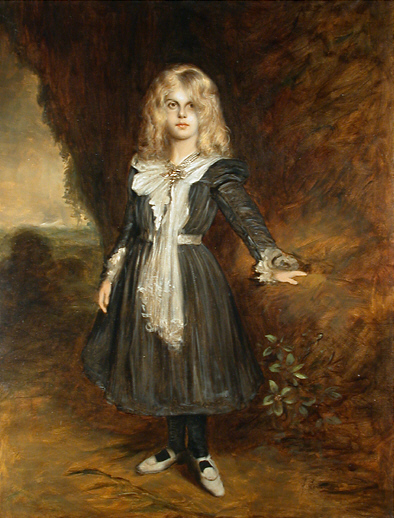
Marion, fiica lui Lenbach, 1900
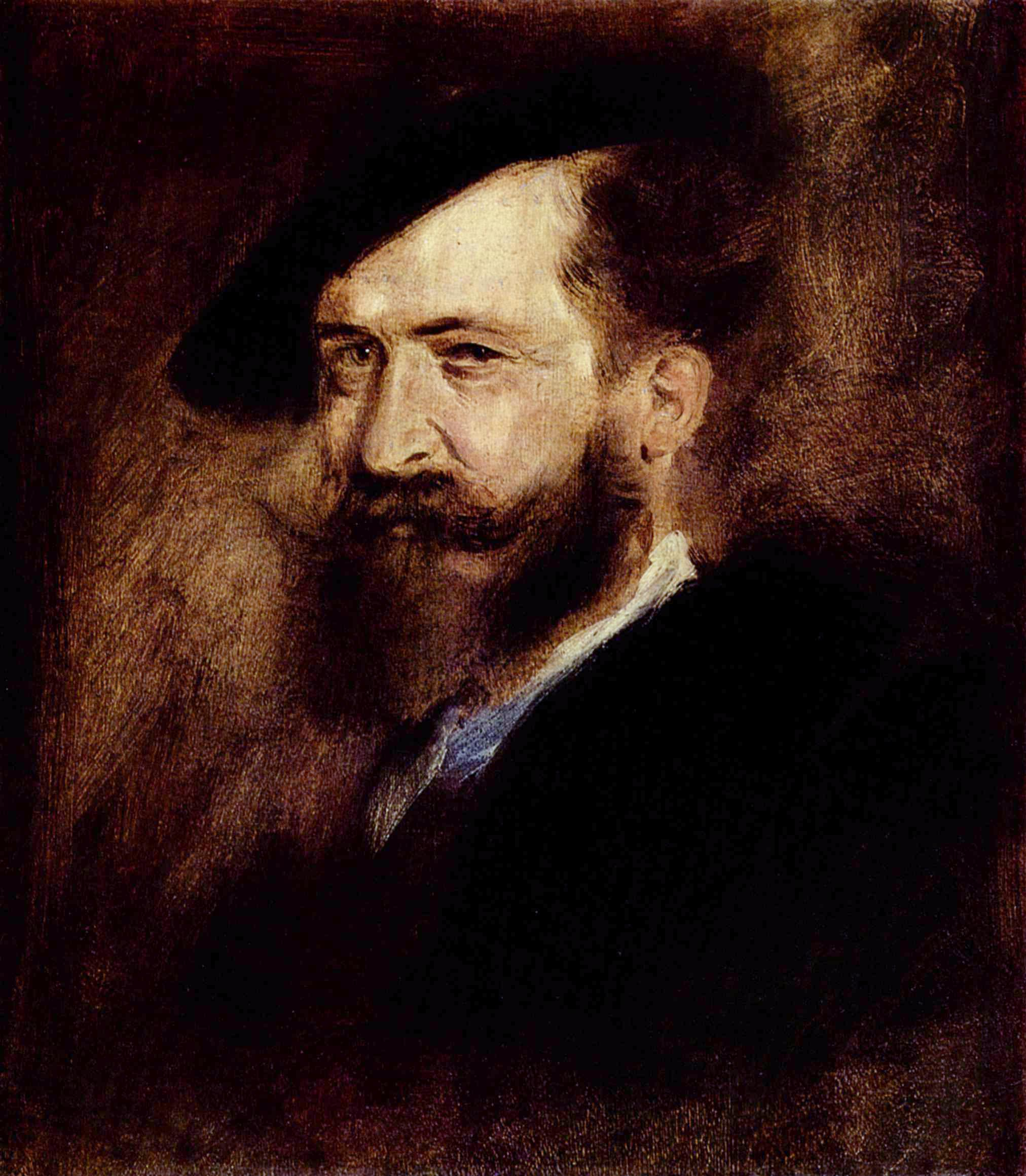
Wilhelm Busch
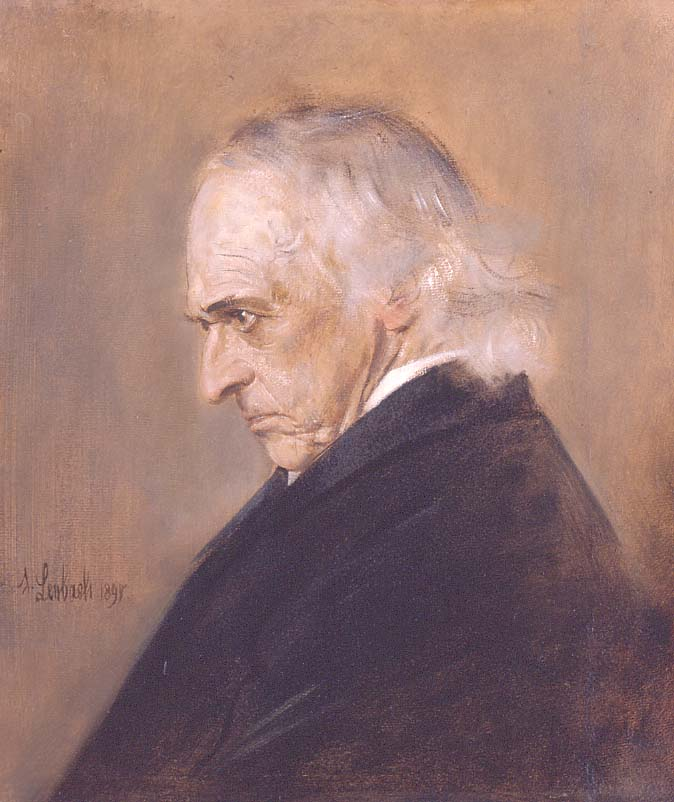
Theodor Mommsen